# お気にめすまま
『お気にめすまま』（原題: Man Trouble）は、1992年制作のアメリカ合衆国のロマンティック・コメディ映画。
ボブ・ラフェルソン監督、ジャック・ニコルソン主演。

## あらすじ
ソプラノ歌手のジョーンは、ロサンゼルスの街に夜な夜な現れる連続切り裂き魔に怯えるが誰も頼りに出来ず、貸し番犬業を営むハリーに助けを求め、彼の愛犬デュークを貸してもらう。
そんな2人の恋の行方に、様々な騒動が絡みあってドタバタ劇が繰り広げられる。

## キャスト
| 役名         | 俳優                         | 日本語吹替     | 日本語吹替 |
| 役名         | 俳優                         | DVD版          | 機内上映版 |
| ------------ | ---------------------------- | -------------- | ---------- |
| ハリー       | ジャック・ニコルソン         | 西垣俊作       |            |
| ジョーン     | エレン・バーキン             | 兼田めぐみ     | 幸田直子   |
| レッド       | ハリー・ディーン・スタントン | 龍波しゅういち |            |
| アンディ     | ビヴァリー・ダンジェロ       | 野々山恵梨     |            |
| エディ       | マイケル・マッキーン         | 畠山豪介       |            |
| モンクリーフ | ソウル・ルビネック           | 大塚智則       |            |
| ジューン     | ヴィヴェカ・デイヴィス       | 高橋佳那子     |            |
| ヘレン       | ヴェロニカ・カートライト     | 鷹野あきつ     |            |
| ルーイ       | デヴィッド・クレノン         | 小倉直寛       |            |
| アデル       | ローレン・トム               | 北村幸子       |            |